# Turabo Cafe
Turabo Cafe este un lanț de cafenele din România, deținut de omul de afaceri Tudor Dragomir Niculescu.
Prima cafenea Turabo a fost inaugurată în 2003 în centrul Bucureștiului, în apropiere de Ateneul Român, o investiție care s-a ridicat la 250.000 de euro.
Au urmat apoi locațiile din Vitan, Piața Romană, Piața Victoriei, Herăstrău, dar și extinderea în alte orașe mari din țară, ca Iași, Brașov, Timișoara și pe litoral, la Mamaia.
În timp, meniul Turabo s-a diversificat, de la sortimente de cafea și prăjituri până la salate și sandwich-uri.
În 2008, ultimul an de boom economic, Turabo număra circa 50 de cafenele și afaceri de 15 milioane de euro.
Compania avea un număr de 13 cafenele în septembrie 2007,
și a ajuns la 44 în noiembrie 2009,
fiind cel mai mare lanț de cafenele din România.
În anul 2010, compania a închis o serie de locații, ajungând în februarie 2011 la un număr de 14 cafenele.
Grupul Turabo, din care face parte lanțul de cafenele, mai deține și 4 săli de evenimente și complexul Turabo Society Club.
În decembrie 2011, compania a intrat în faliment și a fost executată silit, iar mărcile Turabo Cafe, Turabo Food, Turabo Grand Ballroom și Turabo Society Club au fost scoase la licitație.
Cifra de afaceri în 2008: 12 milioane euro